# White Room
«White Room» es una canción de la banda británica Cream, lanzada como sencillo y siendo considerada su mayor éxito, fue compuesta musicalmente por Jack Bruce y líricamente por el poeta Pete Brown.
Fue grabada entre diciembre de 1967 y junio de 1968, destinada a aparecer en su álbum Wheels of Fire (en ese tiempo aún no nombrado de esta manera), más tarde saldría en Estados Unidos como sencillo, recortando el tercer verso de la canción, mientras que el sencillo de la misma canción salido en enero de 1969 para Reino Unido, tendría la duración completa del tema.

## Grabación
La grabación de White Room empezó en diciembre de 1967, en Londres, siguiendo hasta junio de 1968 en Nueva York en Atlantic Studios, con Jack Bruce al bajo eléctrico, Eric Clapton en la guitarra, que pasó por varias sobregrabaciones y Ginger Baker en la percusión, mientras que Felix Pappalardi agregó la viola a la pista

## Lanzamiento
La canción fue, como ya establecido lanzada como sencillo en todo el mundo, lanzando en gran parte al álbum a la fama, ya que en Estados Unidos fue un éxito, siendo el número 5 en el Cashbox Singles y 6 en el Billboard Hot 100, alcanzando el número 2 en Canadá y Nueva Zelanda, el 28 en Reino Unido y un número 1 en el Go-Set de Australia

## Cultura Popular
La canción se escucha en la película Joker (película) cuándo el Joker (personaje) es arrestado por la policía de Gotham, lo que producen disturbios en Gotham. Un alborotador acorrala a la familia Wayne en un callejón y asesina a Thomas y su esposa, Martha, salvándose Bruce (evento que en los cómics es el inicio de la historia de quien será Batman). Unos alborotadores que conducen una ambulancia chocan contra el automóvil de la policía que transportaba a Arthur y lo liberan; él baila con los vítores de la multitud sobre el capó del coche patrulla.